# 紙屋城
紙屋城（かみやじょう）は、宮崎県小林市野尻町（旧西諸県郡野尻町）紙屋字城原にあった日本の城（山城）。伊東四十八城の一つ。空堀の一部が市の史跡に指定されている。

## 概要
秋社川に面した台地末端に築かれた山城で、城跡は南北に長く、南北約1400メートル×東西約600メートルにおよぶ。北側以外が険峻な崖に挟まれた要害の地に建てられ、S字型の連郭式山城で5つの曲輪と10にも及ぶ堀があった。
北側から1-3段目の堀は東西の谷を結び人工的に作られたものであるが、それ以外は天然の地形を利して最小限の普請で作られている。北側から5段目と6段目の堀の間に鐘撞堂が存在し、6段目と7段目の堀の間にあった4番目の曲輪が本丸に該当した。

## 歴史
築城年代は不明、築城者は紙屋氏であるという。
天正5年（1577年）12月7日、伊東氏家臣で野尻城の城主・福永祐友が島津氏に寝返ると、紙屋城主で祐友の縁戚であった米良主税助もこれに呼応したため、その翌日に紙屋城も島津氏の城に帰した。
元和元年（1615年）の一国一城令により廃城となった。

## 文化財
2段目の堀跡が「紙屋城第二の空堀跡」として1988年（昭和63年）3月8日に当時の野尻町指定史跡に指定されている（現在は小林市指定史跡）。また、当地域の伊東・島津両氏による城の争奪戦は後世に語り継がれ、江戸時代には「城攻めおどり」として民俗芸能となっており、「紙屋城攻めおどり」は1988年（昭和63年）7月16日に野尻町（小林市）指定無形民俗文化財に指定されている。